# ル・ルドゥタブル級原子力潜水艦
| ル・ルドゥタブル級原子力潜水艦 | ル・ルドゥタブル級原子力潜水艦                      | ル・ルドゥタブル級原子力潜水艦  |
| ------------------------------ | --------------------------------------------------- | ------------------------------- |
|                                |                                                     |                                 |
| 艦級概観                       |                                                     |                                 |
| 艦種                           | 弾道ミサイル原子力潜水艦                            | 弾道ミサイル原子力潜水艦        |
| 就役開始                       | 1971年12月1日                                       | 1971年12月1日                   |
| 退役完了                       | 2003年                                              | 2003年                          |
| 次級                           | ランフレクシブル                                    | ランフレクシブル                |
| 性能諸元                       |                                                     |                                 |
| 排水量                         | 水上排水量                                          | 8,080t                          |
| 排水量                         | 水中排水量                                          | 8,920t                          |
| 全長                           | 128.7m                                              | 128.7m                          |
| 全幅                           | 10.6m                                               | 10.6m                           |
| 吃水                           | 10m                                                 | 10m                             |
| 機関                           | 加圧水型原子炉/原子力ターボ・エレクトリック方式 1軸 | 11,760kW                        |
| 機関                           | （予備）発電用ディーゼルエンジン2基                 | 1,500kW                         |
| 速力                           | 水中：25ノット、水上：20ノット                      | 水中：25ノット、水上：20ノット  |
| 潜行深度                       | 250m以上                                            | 250m以上                        |
| 行動日数                       | 65日                                                | 65日                            |
| 乗員                           | 135人                                               | 135人                           |
| 兵装                           | 533mm魚雷発射管                                     | 4門                             |
| 兵装                           | L5またはF17魚雷                                     | 18発                            |
| 兵装                           | エグゾセSSM                                         | 18発                            |
| 兵装                           | M4潜水艦発射弾道ミサイル                            | 16発                            |
| レーダー                       | DRUA33航海レーダー                                  | DRUA33航海レーダー              |
| ソナー                         | DSUX21アクティブ/パッシブソナー                     | DSUX21アクティブ/パッシブソナー |
| ソナー                         | DUUX5パッシブソナー                                 |                                 |
| ソナー                         | DSUV 61B曳航ソナー                                  |                                 |
| その他                         | ARUR13 レーダー感知装置                             | ARUR13 レーダー感知装置         |

ル・ルドゥタブル級原子力潜水艦 (Les Sous-marin nucléaire lanceur d'engins Classe Le Redoutable) は、フランス海軍の原子力弾道ミサイル潜水艦（仏  sous-marin nucléaires lanceurs d'engins, SNLE、英 SSBN）。5隻が建造され、2003年のランドンターブルの退役を持って全て退役した。

## 概要
フランス独自の核兵器の戦力化の一環として、計画・建造された。フランスとして最初のSNLEであり、建造当初はM1もしくはM2/M20潜水艦発射弾道ミサイルを搭載していたが、ル・ルドゥタブルを除く各艦は大規模な改修工事を受け、大型化した新型ミサイルであるM4/M45に対応した。
潜水艦発射弾道ミサイルの垂直ミサイル発射筒は、司令塔の後方、艦の中央部に2列で並び、計16基が装備されている。また、艦首には、自衛用の魚雷発射管4門がある。原子炉/タービン/モーターは、ミサイル格納部の後方、艦尾近くにある。また、ターボ・エレクトリック方式の機関であり、交流発電機を用い、整流器を経て、直流モーターからスクリューを駆動させている。
後継となるル・トリオンファン級原子力潜水艦は、1997年から就役を開始している。

## 同型艦
- ル・ルドゥタブル （意味:戦慄、S611、1971年就役、1991年退役）
- ル・テリブル （意味:恐怖、SS612、1973年就役、1996年退役）
- ル・フードロワイヤン （意味:電撃、S610、1974年就役、1998年退役）
- ランドンターブル （意味:強固、S613、1976年就役、2003年退役）
- ル・トナン （意味:雷鳴、S614、1980年就役、1999年退役）

### 準同型艦
ランフレクシブルは、ル・ルドゥタブル級を改良した艦であり、単独の級として扱われる場合もある。
- ランフレクシブル （意味:不屈、S615、1985年就役、2008年退役）